# Sericoides palpalis
Sericoides palpalis är en skalbaggsart som beskrevs av Germain 1863. Sericoides palpalis ingår i släktet Sericoides och familjen Melolonthidae. Inga underarter finns listade i Catalogue of Life.